# Bodmin and Wenford Railway
| Tenderlokomotive im Bahnhof Bodmin General |                      |                                    |                                    |
| Streckenlänge: | 10,5 km              |                                    |                                    |
| Spurweite: | 1435 mm (Normalspur) |                                    |                                    |
| |                      |                                    |                                    |
| \| \| \| Bodmin Parkway \| \| \| \| Fowey \| \| \| \| Colesloggett Halt \| \| \| \| Bodmin General \| \| \| \| Camel \| \| \| \| Boscarne Junction \| \| \| \| Grogley Halt (in Planung) \| \| \| \| Camel \| \| \| \| Wadebridge Guineaport (in Planung) \| |                      |                                    |                                    |
| Kopfbahnhof Streckenanfang |                      | Bodmin Parkway                     | Bodmin Parkway                     |
| Brücke über Wasserlauf |                      | Fowey                              | Fowey                              |
| Haltepunkt / Haltestelle |                      | Colesloggett Halt                  | Colesloggett Halt                  |
| Spitzkehrbahnhof rechts |                      | Bodmin General                     | Bodmin General                     |
| Brücke über Wasserlauf |                      | Camel                              | Camel                              |
| Bahnhof |                      | Boscarne Junction                  | Boscarne Junction                  |
| Haltepunkt / Haltestelle (Strecke außer Betrieb) |                      | Grogley Halt (in Planung)          | Grogley Halt (in Planung)          |
| Brücke über Wasserlauf (Strecke außer Betrieb) |                      | Camel                              | Camel                              |
| Kopfbahnhof Streckenende (Strecke außer Betrieb) |                      | Wadebridge Guineaport (in Planung) | Wadebridge Guineaport (in Planung) |

Die Bodmin & Wenford Railway ist eine Museumsbahn mit Hauptsitz in der Kleinstadt Bodmin in Cornwall, Großbritannien. Sie verfügt über einen Anschluss an das nationale Schienennetz (Network Rail) am Bahnhof Bodmin Parkway, dem südöstlichen Endpunkt der Linie.

## Streckenführung
Die insgesamt vier Stationen der Bodmin & Wenford Railway befinden sich alle in oder in der Nähe von Bodmin. Vom Kopfbahnhof Bodmin General im Stadtgebiet von Bodmin führen zwei Streckenarme jeweils in südöstliche und nordwestliche Richtung. Der 3,5 Meilen (5,6 Kilometer) lange südöstliche Streckenabschnitt verläuft über den Haltepunkt Colesloggett Halt zum Bahnhof Bodmin Parkway, der als Umsteigebahnhof zur Hauptbahnlinie, betrieben von der Gesellschaft First Great Western, dient. Der nordwestliche Abschnitt endet nach 3 Meilen (4,8 Kilometer) am Bahnhof Boscarne Junction am Fluss Camel.

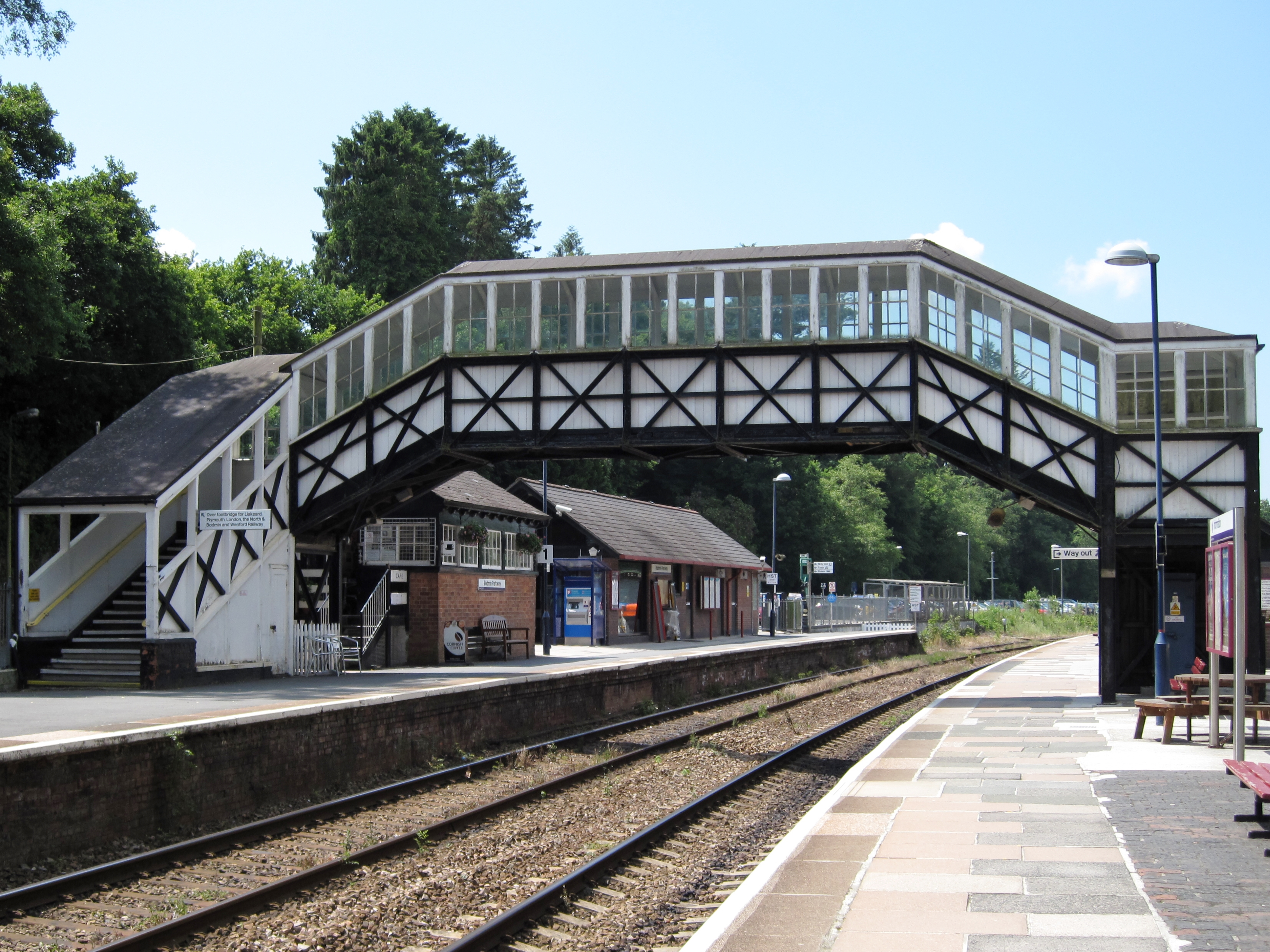
Bahnhof Bodmin Parkway

Die Strecke nach Bodmin Parkway verläuft zunächst von Bodmin General südöstlich an der Stadtgrenze Bodmins entlang, um sich dann nach Nordosten Richtung Turfdown zu wenden. Nach Unterquerung der Schnellstraße A30 (Okehampton – Penzance) steigt die Bahntrasse etwas an und schwenkt bei Turfdown in östliche Richtung bis zum Haltepunkt Colesloggett Halt nahe Fletchersbridge am Südwestrand des Bodmin Moor. Von dort folgt sie auf einer Gefällstrecke einem Bachlauf an dessen Westufer nach Süden, wobei sie die Straße A38 nach Plymouth unterquert, und überbrückt unmittelbar vor Erreichen von Bodmin Parkway den Fluss Fowey auf einem fünfbögigen Viadukt.
In der Gegenrichtung nach Boscarne Junction beginnt schon kurz hinter Bodwin General eine Gefällstrecke, die bis ins Tal des Flusses Camel hinunter reicht. Der Streckenverlauf beschreibt dabei einen in westliche Richtung verlaufenden Bogen um die südliche Bebauungsgrenze der Stadt Bodmin, bevor die Trasse nach Unterquerung der Straße A389 (Bodmin – Penzance) auf eine nordwestliche Ausrichtung schwenkt. Der Bahnhof Boscarne Junction befindet sich hinter einer Flussbrücke am Nordufer des Camel am Camel Trail, einem Wander- und Radwanderweg auf der Trasse der ehemaligen Bodmin & Wadeford Railway, deren Schienen demontiert wurden. Zur Nutzung durch die Museumsbahn ist ein Wiederaufbau der Bahnstrecke, die einst bis Padstow reichte, entlang des Camel bis Wadebridge-Guineaport in Planung.

## Geschichte
Als eine der ersten Eisenbahnlinien Großbritanniens wie auch der Welt wurde im Jahr 1834 die Bodmin & Wadebridge Railway eröffnet, die 1846 durch Kauf an die London & South Western Railway überging. Neben der Haupttrasse von Wadebridge nach Wenfordbridge verfügte die Strecke über einen Abzweig nach Bodmin, der damaligen Hauptstadt von Cornwall, mit dem Bahnhof Bodmin North („Bodmin Nord“).

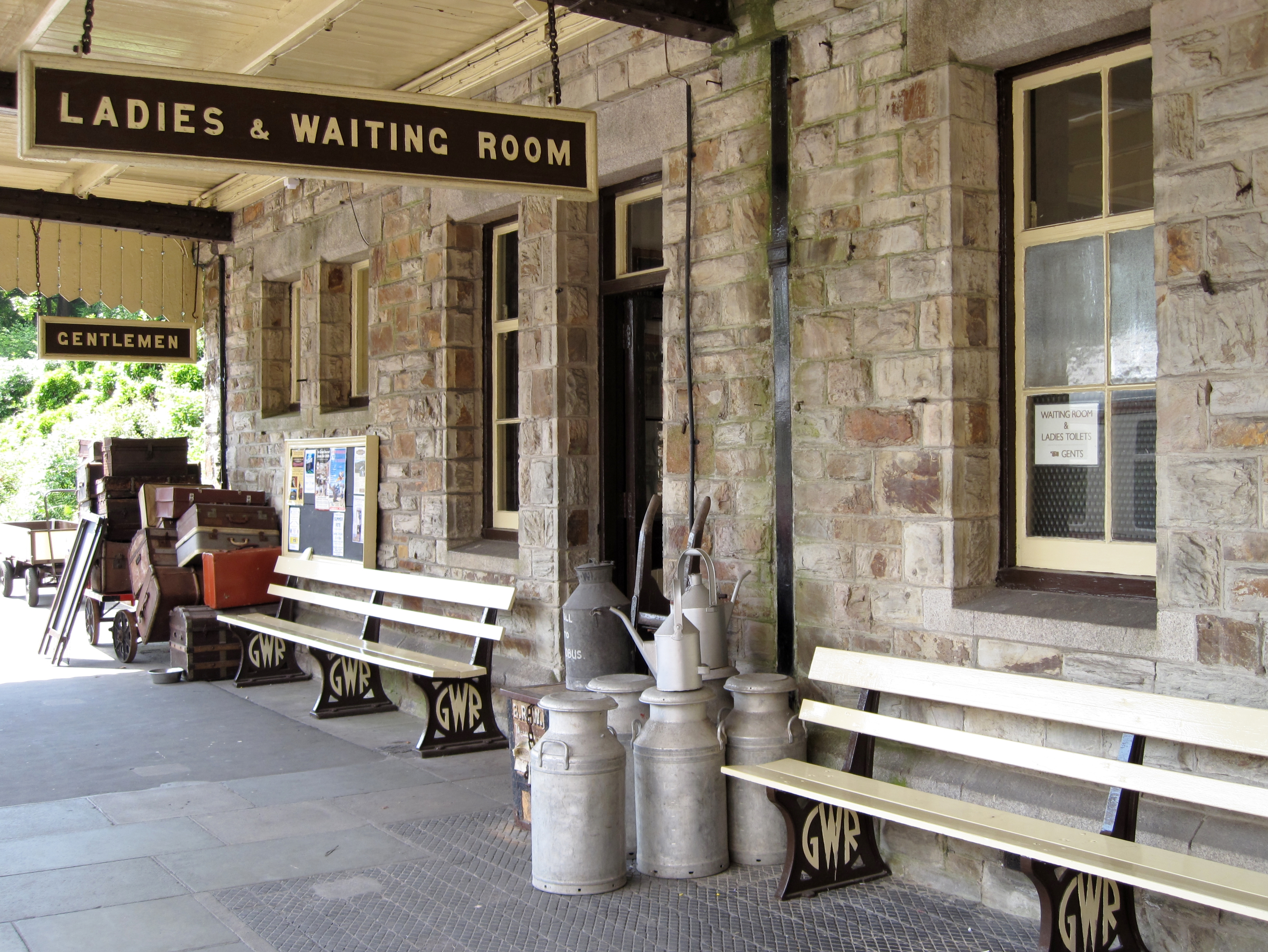
Bahnsteig von Bodmin General

Durch die Cornwall Railway, ein assoziiertes Unternehmen der Great Western Railway und von dieser 1889 übernommen, wurde 1859 die Bahnlinie zwischen Plymouth und Truro mit dem Bahnhof Bodmin Road (heute Bodmin Parkway) eingeweiht. Als Konkurrenzunternehmen zur London & South Western Railway bemühte man sich um einen eigenen Stadtanschluss nahe der Innenstadt von Bodmin, der am 27. Mai 1887 mit dem Streckenabschnitt Bodmin Road – Bodmin General durch ein 1882 gegründetes Tochterunternehmen der Great Western Railway, der Bodmin Railway, fertiggestellt wurde.

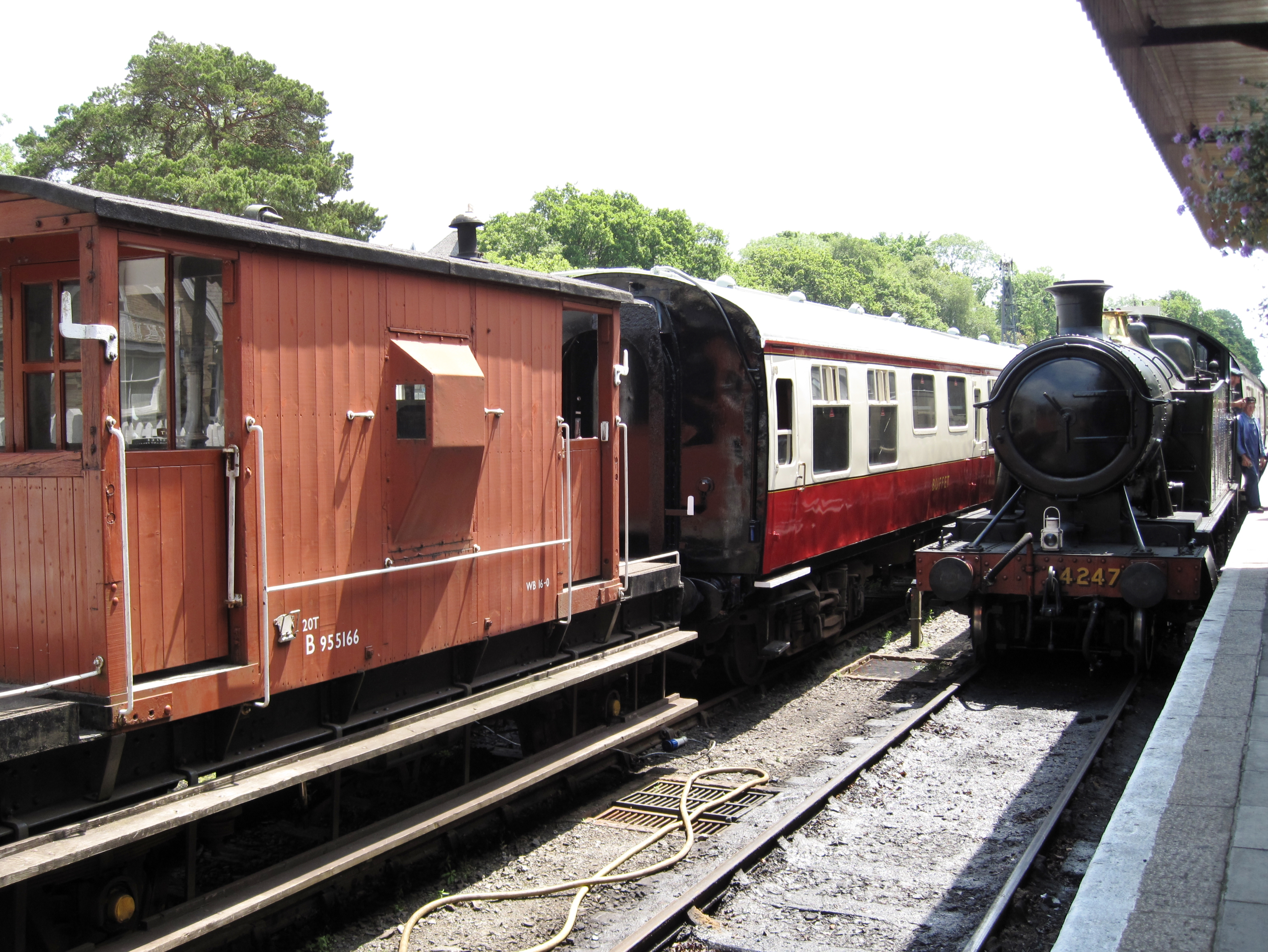
Züge der Museumsbahn

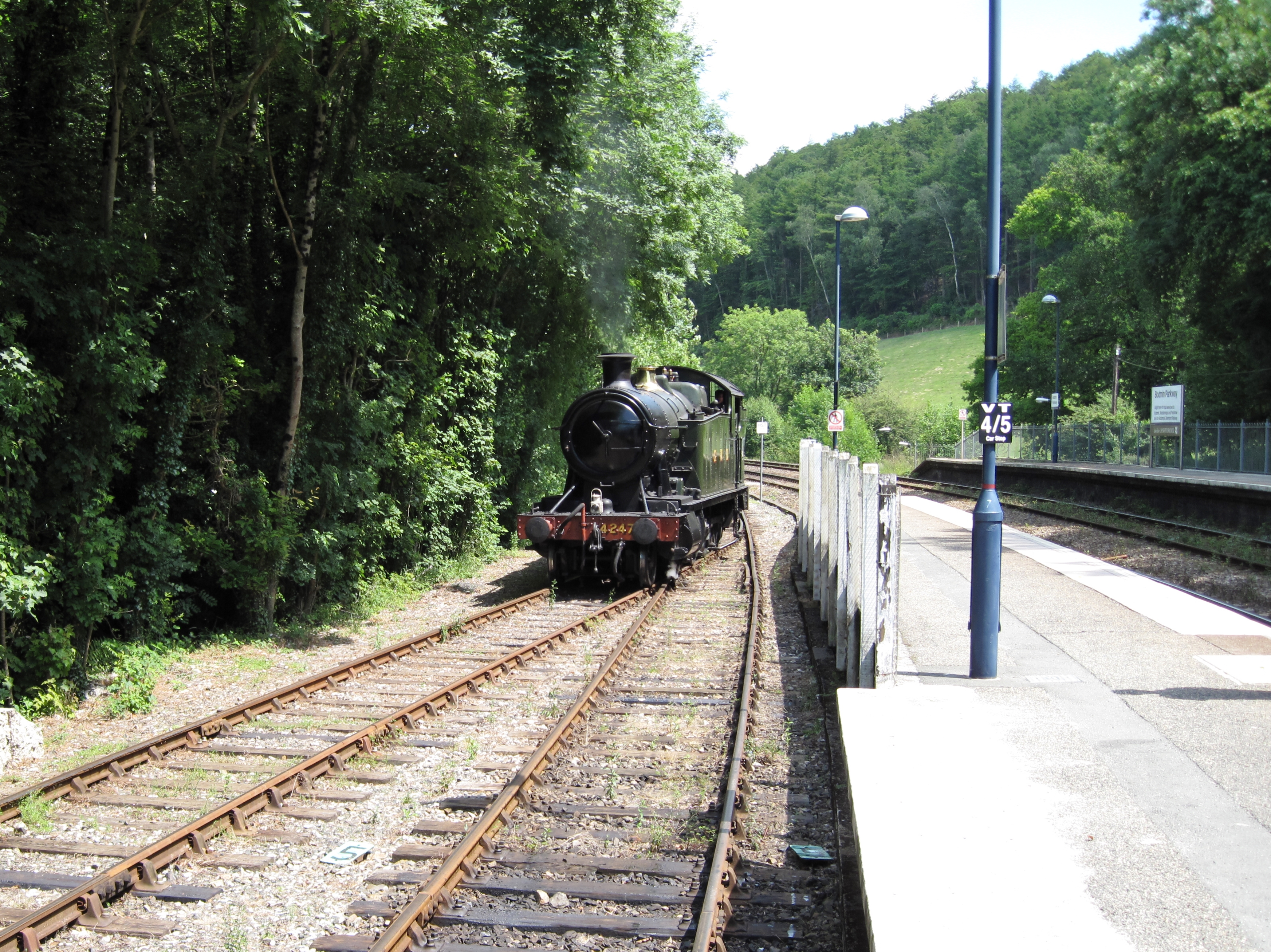
Lokwechsel in Bodmin Parkway

Im folgenden Jahr wurde bis zum 3. September 1888 eine Verbindungsstrecke von Bodmin General nach Boscarne Junction zur Bahn nach Wadebridge hergestellt. Die Linien der Bodmin Railway erhielten im Gegensatz zur Breitspur-Strecke (2140 mm) der Cornwall Railway Normalspur und waren damit der Strecke nach Wadebridge angepasst. Die Hauptstrecke der Cornwall Railway wurde erst 1892 auf Normalspur umgerüstet. Nach dem Niedergang des Güterverkehrs von Wenford wurden die Strecken um Bodmin am 3. Oktober 1983 stillgelegt.
Nach der Entscheidung der British Rail zur Streckenschließung wurde am 28. Juni 1984 die Bodmin Railway Preservation Society gegründet, mit der Absicht, die Bahn bei Bodmin zu erhalten. Um dieses Ziel umzusetzen schuf die Gesellschaft am 19. Februar 1985 die Bodmin & Wenford Railway plc, eine Aktiengesellschaft zur Kapitalbeschaffung und geschäftsmäßigen Betriebsabwicklung der ins Auge gefassten Museumsbahn von Bodmin.
Trotz Unterstützung des North Cornwall District Councils durch Ankauf der entsprechenden Landflächen konnte die Gesellschaft wegen fehlender Mittel nicht die gesamte geplante Strecke von Bodmin Parkway über Bodmin General und Boscarne Junction bis Wenford Bridge erwerben, so dass man sich am 9. August 1985 für den Kauf nur eines Teils der Strecke von Bodmin Parkway bis Boscarne Junction entschied. Ab Januar 1986 bekam die Bodmin Railway Preservation Society Zugang zur Strecke, der Kauf wurde bis zum 31. März 1986 abgeschlossen. Nun konnte die Bahn der Öffentlichkeit zugänglich gemacht werden.
Am 1. Juni 1986 fand der erste „Tag der offenen Tür“ statt, bei dem auf dem Bahnhofsgelände von Bodmin General Dampflokomotiven der Cornish Steam Locomotive Preservation Society im Betrieb vorgestellt wurden. Diese 1973 gegründete Gesellschaft zur Erhaltung kornischer Dampflokomotiven, beheimatet in Bugle nahe St. Austell, verlegte 1987 ihren Sitz nach Bodmin. Für die Bahnhofsgebäude von Bodmin General musste durch das North Cornwall District Council noch ein bestehender Mietvertrag mit einem Möbel-Unternehmen gekündigt werden, bevor die Bodmin Railway Preservation Society am 7. Juni 1989 als Mieter sämtlicher Bahnanlagen in den entsprechenden Mietvertrag eintreten konnte.
Schließlich erhielt die Bodmin & Wenford Railway am 31. August 1989 mit der Light Railway Order ihre Betriebsgenehmigung. Nach und nach machte man nun durch entsprechende Baumaßnahmen die Trasse fahrtauglich. So wurde am 17. Juni 1990 der fahrplanmäßige Betrieb auf der Strecke von Bodmin General über den 1990 neu erbauten Haltepunkt Colesloggett Halt nach Bodmin Parkway aufgenommen. Die Wiedereröffnung der Strecke nach Boscarne Junction erfolgte erst 1996 in vollem Umfang. Seitdem verkehren die Museumszüge regelmäßig von Bodmin General abwechselnd zu den beiden Endpunkten der Strecke.

## Fuhrpark

### Dampflokomotiven
- GWR 2-8-0T Nr. 4247
- GWR 4575 Class 2-6-2T Nr. 5552
- GWR Pannier Class 0-6-0T Nr. 4612
- GWR Pannier Class 0-6-0T Nr. 6435
- Beattie 2-4-0WT Nr. 30587
- Bagnall 0-4-0ST Nr. 2962, „No 19“

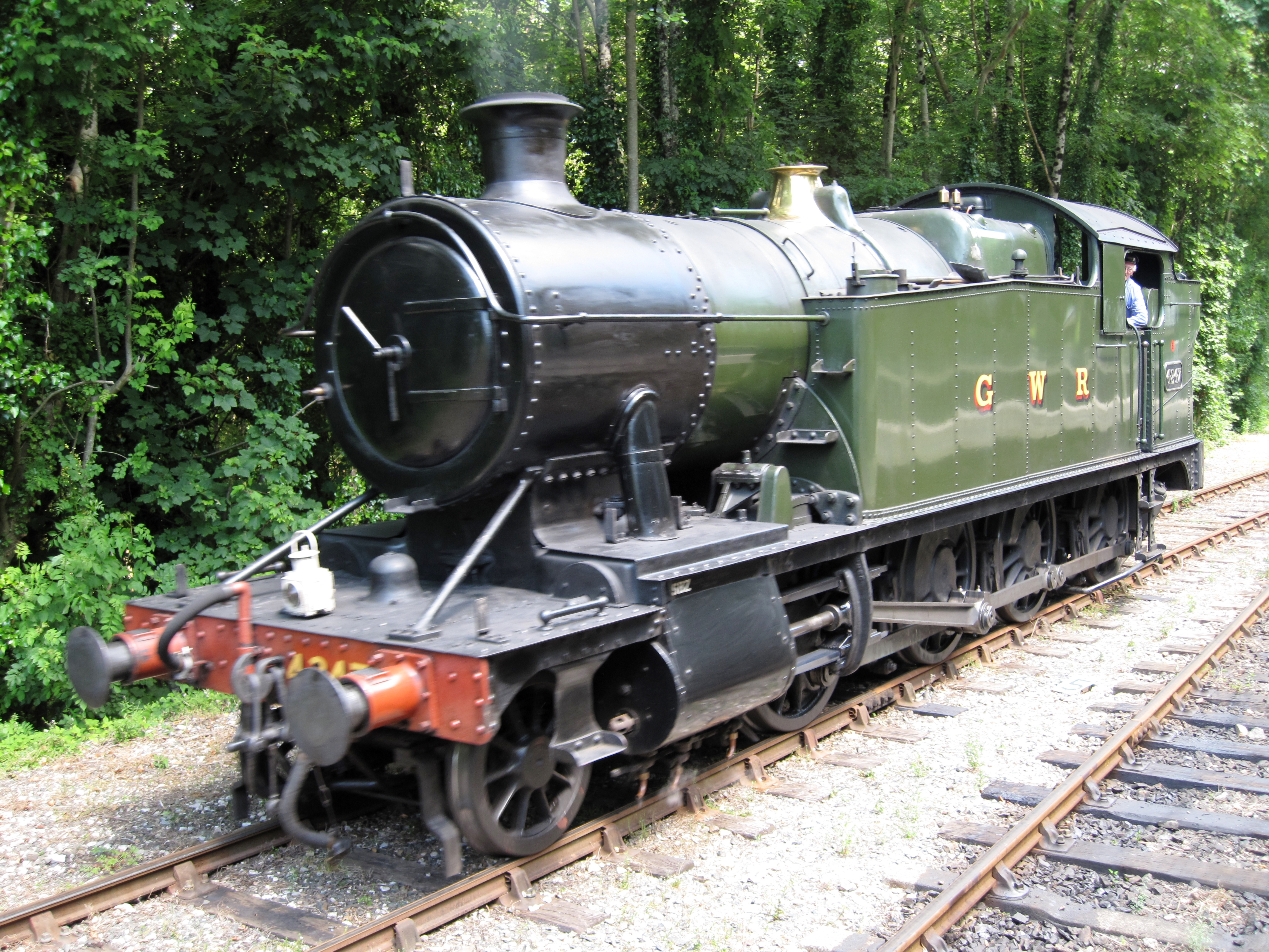
GWR 2-8-0T Nr. 4247

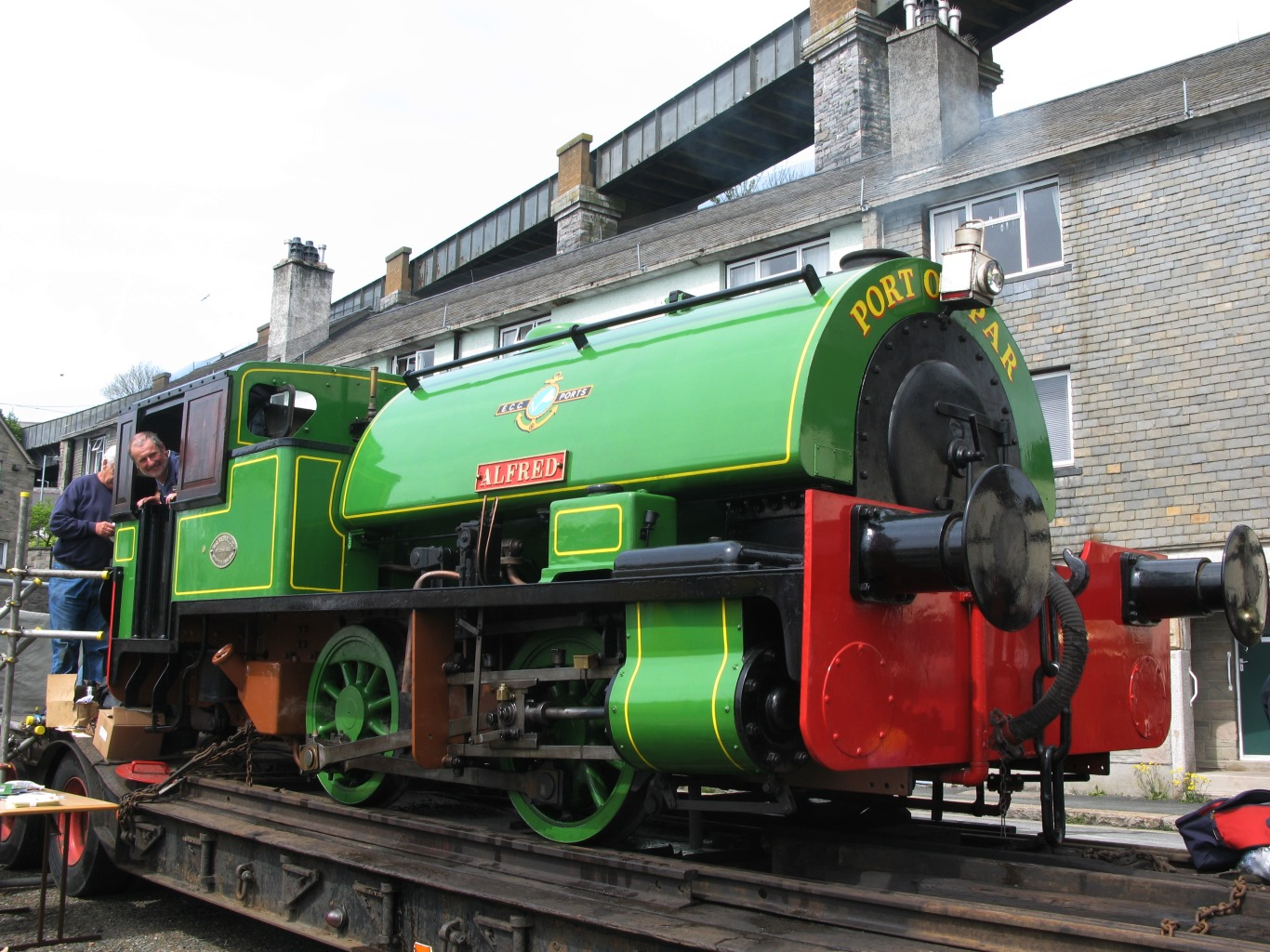
Bagnall 0-4-0ST Nr. 3058

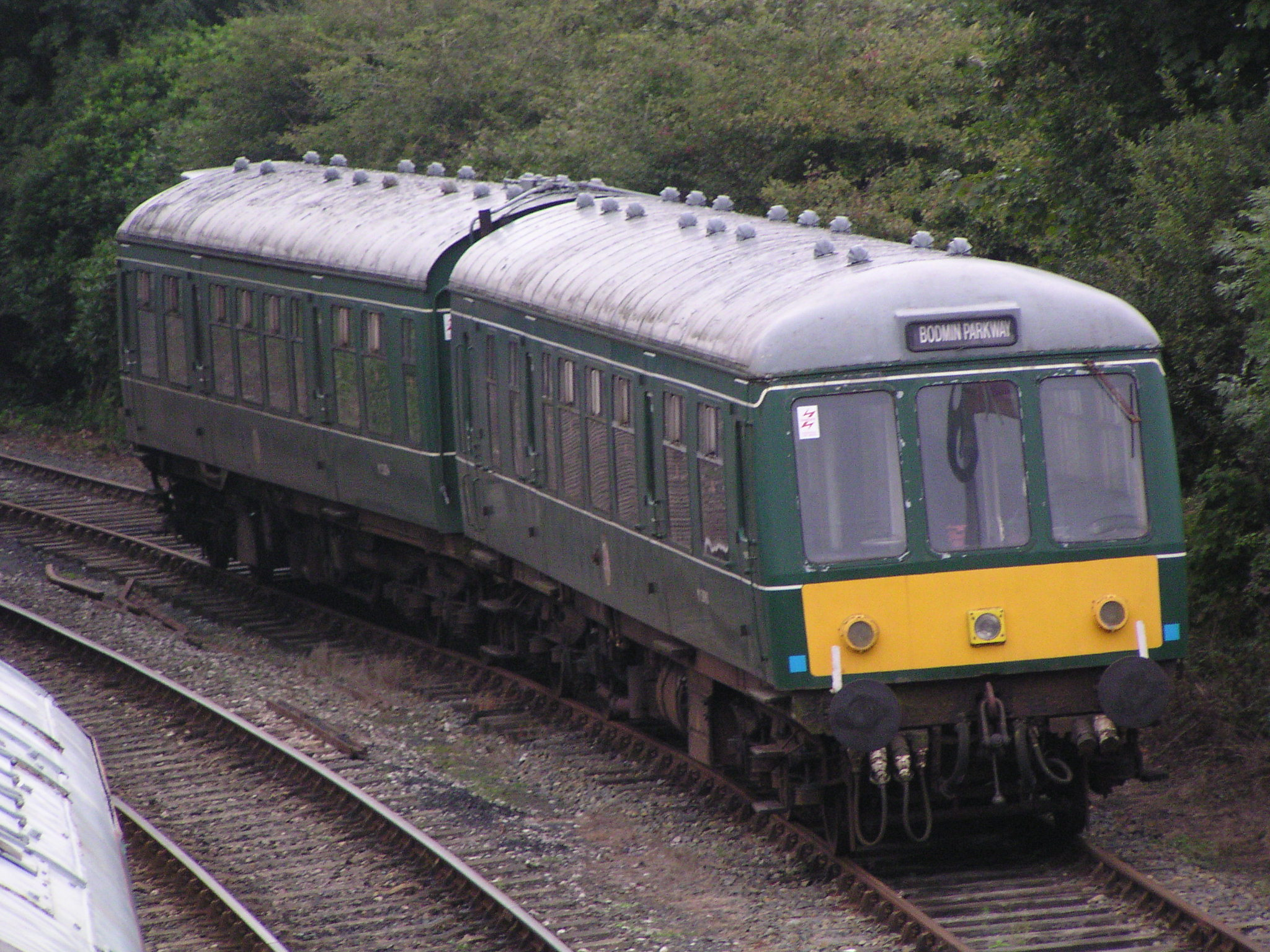
Nr. M50980 und Nr. M52054

- Bagnall 0-4-0ST Nr. 3058, „Alfred“
- Bagnall 0-4-0ST Nr. 2572, „Judy“
- Bagnall 0-6-0ST J94 Nr. 2766
- Bagnall 0-4-0 Fireless Nr. 3121
- LSWR T9 Nr. 120

### Diesellokomotiven
- BR Class 08 C Diesel Nr. 08444 / D3559
- BR Class 10 C Diesel Nr. D3452
- BR Class 33 Bo’Bo’ Diesel Nr. 33110 / D6527
- BR Class 37 Co’Co’ Diesel Nr. 37142
- BR Class 47 Co’Co’ Diesel Nr. 47306
- BR Class 50 Co’Co’ Diesel Nr. 50042 / D442, „Triumph“
- Ruston Hornsby 4W DM Diesel Nr. 443642, „Lec“
- Fowler 0-4-0DM Diesel Nr. 22928, „Peter“

### Dieseltriebwagen
- DMU 108DMBS Nr. M51947
- DMU 108DMBS Nr. M50980
- DMU 108DMCL Nr. M52054[5]